# سنبل ختایی
سنبل ختایی (نام علمی:  Angelica archangelica) گیاهی دو ساله (به ندرت سه‌ساله) از تیره چتریان است که در بسیاری از کشورهای دنیا به خاطر خاصیت دارویی آن کشت می‌شود. مواد موثره این گیاه به عنوان بادشکن، ضد نفخ، گوارنده غذا و همچنین اشتهاآور کاربرد دارد و در صنایع داروسازی، صنایع غذایی و آرایشی و بهداشتی از آن استفاده می‌شود. سنبل ختایی معمولاً به عنوان باغ سنبل، روح القدس و سنبل نروژی شناخته می‌شود که یک گیاه دوساله از خانواده چتریان است، یک زیرگونه است که ساقه‌ها و ریشه‌ها برای بو و عطر خوش کشت داده می‌شود. مانند چندین نوع دیگر از چتریان بوده، ظاهری شبیه به چند گونه سمی دارد (شوکران، گلپر و …) و نباید قبل از اینکه با اطمینان کامل شناسایی شدند مصرف شوند. هم خانواده‌های آن Archangelica officinalis Hoffm و Archangelica officinalis var. himalaica C.B.Clarke می‌باشند.